# Nigar Rafibeyli
Nigar Khudadat qizi Rafibeyli (en azéri : Nigar Xudadat qızı Rəfibəyli, en russe : Нигяр Худадат кызы Рафибейли), née en 1913 à Gandja et morte en 1981 à Bakou, est une écrivaine azerbaïdjanaise et présidente de l'Union des écrivains de l'Azerbaïdjan. 
Elle est la mère de l'écrivain Anar Rzayev et est mariée au célèbre écrivain et poète Rassoul Rza.

## Biographie

### Enfance
Nigar Rafibeyli est née le 23 juin 1913 dans la ville de Gandja, de parents chirurgiens. Son père, Khudadat bey Rafibeyli est le premier chirurgien azeri à avoir étudié en Europe. En 1919, il est invité à prendre la tête du gouvernement du Ganja par le gouvernement républicain de la République Démocratique d'Azerbaïdjan, mais il est vite arrêté par des bolcheviques arméniens et envoyé sur l'île de Nargin où il est exécuté. Nigar Rafibeyli termine l'école à Ganja et déménage à Bakou pour ses études supérieures. Elle étudie au Lycée Technique Pédagogique. Elle devient professeur en parallèle de son écriture. Son premier poème, intitulé « Chadra » (« Voile » en français), est publié dans le magazine Dan Ulduzu en 1928. Entre 1930 et 1932, elle travaille dans le studio de l'Azerbaijanfilm.

### Carrière
En 1931, elle travaille dans la maison d'édition Azernechr en tant qu'éditrice et traductrice. Rafibeyli poursuit ensuite ses études à l'Université Pédagogique de Moscou. Pendant ses études, son premier recueil de poèmes est publié à Bakou. Dans les années 1937-1939, elle travaille pour la maison d'édition Ushaqneshr. Au début de 1940, elle traduit des œuvres de plusieurs poètes et écrivains tels que Navoï, Schiller, Pouchkine, Lermontov, Chevtchenko en azéri. Pour sa grande contribution à la littérature azerbaïdjanaise, elle reçoit l'ordre de l'Insigne d'honneur. Beaucoup de ses travaux sont consacrés au romantisme, à la maternité, à la nature, à la mère patrie.
Nigar Rafibeyli meurt le 9 juillet 1981. Une rue de Bakou est nommée en son honneur.

## Distinctions
- Décret honorifique du Soviet Suprême de la RSS d'Azerbaïdjan[5]
- Ordre de l'Insigne d'honneur[2]

## Œuvres
- Şerlər, 1934
- Zəfər nəğməsi, 1943
- Şerlər, 1949
- Anaların səsi, 1951
- Yol xatirələri, Avropa ətrafında səyahət gündəliyindən, 1957
- Dənizin səsi gəlir, 1964
- İşıqlı dünyam, 1969
- Günəşdən gənclik istədim, 1974
- Həzin bir axşamda düşsən yadıma, 1982
- Şanlı nəsillərin yadigarısan, 1982

### Livres pour enfants
- Balaca qəhrəman, 1942
- Günəşin cavabı, 1966
- Məstanın balaları, 1968
- Bizə bahar yaraşır, 1978